# Chalamala
Chalamala († 1349 oder später, genaue Lebensdaten unbekannt) war ein spätmittelalterlicher Mime aus der Region Freiburg / Fribourg in der heutigen Schweiz.
Chalamala ist als Figur aus dem heutigen Gruyères FR, sowohl eine Legende wie eine historisch nachgewiesene Persönlichkeit aus dem 14. Jahrhundert, möglicherweise war er Hofnarr des Grafen Peter IV. von Greyerz (1307–1365, ab 1342 Graf).

## Legende
Als mythische Figur verkörpert Chalamala mit seinen Streichen das fröhliche, sich angeblich am provenzalischen oder gar orientalischen Lebensstil orientierende Grafentum. Die Sage berichtet, dass die Kühe dick wie Häuser waren und dass ihre Milch ganze Teiche füllte. Einen Hirten, der beim Melken von einem Windstoss umgeblasen wurde, habe man Tage später als Leiche in der Tonne mit Milch gefunden, die er in seiner Todesverzweiflung zu Butter geschlagen hatte. Der Name des Hofnarren soll vom Wort chalumeau stammen, Schalmei oder Flöte. Die Herleitung vom arabischen Gruss Salem Aleikum wird ebenfalls in Erwägung gezogen, ist jedoch nicht belegt.
Die Figur des Chalamala hat eine Reihe Erzähler inspiriert und zu Theaterstücken angeregt.

## Testament
Als historische Persönlichkeit hat er sich dokumentiert durch eine einzige Schrift, ein Testament, in dem er als Mime seinen Besitz säuberlich verteilt an seine Frau Raynalda, aber auch an einen Mimen von Aarburg. Datiert ist es mit dem 25. Mai 1349. Es ist eines der seltenen Zeugnisse über einen Hofnarren auf dem Gebiet der heutigen Schweiz.
An der Hauptgasse in Gruyères findet sich ein Haus, das Chalamala zugeschrieben ist, mit Maskenornamenten verziert, aber in Wirklichkeit nach dem Tod des historischen Hofnarren erbaut wurde.

## Rezeption
- Louis Thurler (Libretto), Emile Lauber (Musik): Chalamala. Comédie lyrique en 3 actes. Estavayer-le-Lac 1910.